# Pentekostalizm w Kostaryce
Pentekostalizm w Kostaryce – ruch zielonoświątkowy w Kostaryce, będący drugą siłą religijną i stanowiący około 10% populacji. Zielonoświątkowcy są najszybciej wzrastającym protestanckim ugrupowaniem. Ruch zielonoświątkowy pojawił się w Kostaryce w roku 1921.

## Historia
W roku 1918 przybył James Hare, wraz z żoną, reprezentowani Pentecostal Holiness Association. Pozostali w Kostaryce przez kilka miesięcy. Wrócili tu ponownie w roku 1926 i założyli pierwszy zbór w Cartago. Nie wiadomo jak długo tu pozostali. W latach 30. przybyli dwaj następni misjonarze. Carrie Zeisloft pracował jako pastor w Cartago przez osiem lat. W 1936 przybywa tu Amos Bradley. Bradley założył kilka niewielkich zborów w prowincji San José. Praca misyjna rozwijała się z wielkimi trudnościami. W 1960 roku wszystkie te zbory liczyły zaledwie 180 członków, a w roku 1975 – 1104 członków. W 1978 utworzono Instytut Biblijny w Santa Ana, kościół wtedy liczył 26 zborów i około 1100 członków. W roku 2000 kościół liczył 3800 członków, skupionych w 76 zborach. Historia tego kościoła jest mało znana.
W latach 1921–1934 przybywają latynoscy misjonarze, ponadto hiszpańscy oraz z Maroka. Przeprowadzali oni kampanie ewangelizacyjne. Angel Archilla Cabrera przeprowadził w 1922 kampanię ewangelizacyjną wraz z Juanem Varetto. Kampania ta nie spotkała się z żadnym oporem. Jednak gdy w roku 1927 Canbera przeprowadził drugą kampanię, napotkała ona na silną akcję ze strony katolickich kapłanów, którzy zaczęli atakować tę działalność w prasie i innych drukowanych publikacjach. Pomimo tego na jego spotkanie przyszło około 1400 ludzi. W 1929 założony w stolicy zbór gromadził się w namiocie na 1000 osób. Zbór stał się znany jako Świątynia Biblijna, do lat 80. pozostawał największym ewangelikalnym zborem w kraju i służył jako centrum ewangelizacyjne.
W 1937 roku przybywają misjonarze z Church of God w Cleveland i założyli niewielki anglojęzyczny zbór. W 1951 zorganizowano pierwszy hiszpańskojęzyczny zbór. W roku 2000 kościół ten był trzecią wielką protestancką denominacją w Kostaryce licząc 19 000 członków, skupionych w 380 zborach.
W 1942 roku założone zostały Zbory Boże, w wyniku pracy kilku misji w San José, Alajuela i Puntarenas. W początkowym okresie ich działalność spotykała się z pewnymi utrudnieniami ze względu na nowinkarski charakter pentekostalizmu. W latach 1946–1952 odnotowany został niewielki rozwój, czego powodem był brak rodzimych misjonarzy. W latach 1953–1980 Zbory Boże stały się największą protestancką denominacją w Kostaryce. W latach 1967–1978 średni wzrost liczby członków wynosił 19,2% rocznie. W 1980 zbór Gran Campaña de Desamparados odnotował około 500 chrztów. W 1983 denominacja liczyła 11 691, a w roku 2000 – 46 900 członków. Zbory rozwijały się głównie w podmiejskich dzielnicach.

## Statystyki
W roku 2009 katolicy stanowili 65,5%, a protestanci 20% społeczeństwa , większość protestantów to zielonoświątkowcy.
Większe zielonoświątkowe denominacje :
- Asociación Iglesia de las Asambleas de Dios (Zbory Boże) – 99 301 wiernych, 621 zborów
- Iglesia de Dios Evangelio Completo (Kościół Boży) – 28 300 wiernych, 400 zborów
- Misión Cristiana "La Rosa de Sarón" – 18 600 wiernych, 78 zborów
- Asociación Iglesia Cuadrangulares de Costarica (Kościół Poczwórnej Ewangelii) – 11 800 wiernych, 145 zborów
- Asociación Iglesia Santidad Pentecostal – 9160 wiernych, 87 zborów
- Asociación Cristiana Manantial de Vida – 8200 wiernych, 75 zborów
- Asamblea Apostólica de la fe en Cristo Jesús (Zgromadzenie Apostolskie Wiary w Jezusa Chrystusa) – 7300 wiernych, 235 zborów